# Mont-Saint-Hilaire
Mont-Saint-Hilaire es una ciudad de la provincia de Quebec, Canadá. Es una de las ciudades que conforman la Comunidad metropolitana de Montreal. Está ubicada en el municipio regional de condado de La Vallée-du-Richelieu y a su vez, hace parte de la región de Montérégie-Est en Montérégie.

## Geografía
Mont-Saint-Hilaire se encuentra sobre el Río Richelieu, en las coordenadas 45°34′00″N 73°10′00″O / 45.56667, -73.16667. Según Statistics Canada, tiene una superficie total de 44,29 km² y es una de las 1135 municipalidades en las que está dividido administrativamente el territorio de la provincia de Quebec. Cerca de Mont Saint-Hilaire hay un importante depósito del mineral semiprecioso sodalita.

## Demografía
Según el censo de 2011, había 18 200 personas residiendo en esta ciudad con una densidad poblacional de 410,9 hab./km². Los datos del censo mostraron que de las 15 720 personas censadas en 2006, en 2011 hubo un aumento poblacional de 2480 habitantes (15,8%). El número total de inmuebles particulares resultó de 7406 con una densidad de 167,22 inmuebles por km². El número total de viviendas particulares que se encontraban ocupadas por residentes habituales fue de 7160.